# Optimització energètica en la Indústria 4.0
L'optimització energètica o smart consumption en la indústria 4.0 és l'ús eficient de l'energia amb l'objectiu d'optimitzar la distribució de l'energia en els processos productius de la indústria, utilitzant els mateixos mitjans o menys per produir més béns i serveis, així estalviant diners i conservant recursos.
El fet d'estalviar energia en la producció en indústries 4.0 és un dels principals reptes d'aquest sector.

## Industria 4.0
Indústria 4.0 és un terme que va ser utilitzat per primer cop pel Govern alemany i que descriu una organització dels processos de producció basada en la tecnologia i en dispositius que es comuniquen entre ells de forma autònoma al llarg de la cadena de valor (Smit et al., 2016). Aquest fenomen representa un canvi tan gran que també es considera la quarta revolució industrial.
A finals del segle xviii, es van iniciar a Gran Bretanya un conjunt de canvis econòmics, socials i tecnològics, entre els quals destaquen la màquina de vapor i el teler mecànic, que els historiadors han anomenat primera revolució industrial i que van ser encapçalats pels sectors del tèxtil, del carbó i del ferro. El fenomen es va estendre a altres països europeus, als Estats Units i al Japó durant el segle xix.
A finals del segle xix, l'aparició de l'energia elèctrica i el petroli, el desenvolupament de la química, el desplegament del ferrocarril i dels vaixells de vapor, junt amb altres avenços tecnològics i la producció en cadena, van propiciar la segona revolució industrial, període que s'estén fins a la Primera Guerra Mundial.
La tercera revolució industrial es va iniciar a mitjan segle xx, basada en l'ús de l'energia nuclear i els avenços tecnològics derivats de l'electrònica, la informàtica i les comunicacions, que van permetre un alt nivell d'automatització de la producció i la informatització de les empreses industrials.
Nombrosos autors afirmen que ara ens trobem davant d'una quarta revolució industrial en la qual els sensors, les màquines, els components i els sistemes informàtics estarien connectats al llarg de la cadena de valor, més enllà dels límits de les empreses individuals. Aquests sistemes connectats poden interactuar fent servir protocols estandarditzats basats en Internet i analitzar les dades per tal de preveure errades, configurar-se ells mateixos i adaptar-se a possibles canvis. Les tecnologies digitals permeten el que s'anomenen sistemes ciberfísics, és a dir, la vinculació del món físic (dispositius, materials, productes, maquinària i instal·lacions) amb el digital (sistemes). Aquesta connexió habilita que dispositius i sistemes col·laborin entre ells i amb altres sistemes per crear una indústria intel·ligent, amb producció descentralitzada, millor traçabilitat, major connectivitat entre els diferents actors i que s'adapta als canvis en temps real (Ruessmann, 2015).
L'existència de màquines més intel·ligents, processos amb preses de decisions automàtiques i operaris que poden rebre les instruccions exactes de les tasques a realitzar poden fer pensar en fàbriques amb menys ocupació i revelen que la societat actual s'enfronta a desafiaments en molts nivells que obligaran a repensar des del sistema educatiu fins als processos industrials i els models de negoci (Fernández i Pajares, 2017). En aquesta nova realitat, les barreres entre les persones i les màquines esdevenen més difoses, les distincions entre indústria i serveis deixen de ser rellevants, i tot això és tan important que el Govern alemany va decidir l'any 2012 que l'impuls de la Indústria 4.0 seria un dels seus projectes de futur en la seva estratègia d'alta tecnologia (Smit, 2016).

## Progrés tecnològic històric
Històricament, el progrés tecnològic s'ha traduït en un augment de la renda per capita i del benestar social gràcies als guanys de productivitat i a la possibilitat d'obtenir més amb menys. Tot i que sempre s'ha vist acompanyat per la por a la destrucció de llocs de treball des dels inicis de la primera revolució industrial, on es cremaven màquines per protegir els treballadors del sector tèxtil, mai no ha suposat una pèrdua d'ocupació notable i el procés ha seguit avançant amb èxit.
Avui dia, passant per l'automatització de l'agricultura i l'automatització de la indústria hem arribat a la coneguda indústria 4.0, també anomenada la Quarta Revolució Industrial, on la productivitat i l'optimització assoleixen el seu màxim exponent.

## Mètodes d'optimització d'energia
La indústria 4.0 ofereix diverses opcions per tal d'implementar sistemes de producció energèticament eficients.
- L'alta automatització de processos permet augmentar de forma directa l'eficiència operacional de les plantes industrials, reduint els temps d'entrega. Es calcula que la productivitat millora un 30%.
- L'ajust de l'oferta i la demanda a temps real permet la reducció d'interaccions massives i operacions no efectives. D'aquesta manera s'eviten despeses innecessàries, tant energètiques com temporals i econòmiques.
- L'automatització dels processos també permet configurar els equips de tal manera que es permeti la detecció de mals funcionaments i incidències, amb l'objectiu d'allargar la vida dels equips i sistemes utilitzats en la producció.
- El monitoratge del consum permet generar dades que, a curt o a llarg termini, seran molt útils per analitzar processos i poder millorar l'optimització.
- La interconnexió entre usuaris i equips de treball facilita l'intercanvi d'informació a l'hora de prendre decisions i així optimitzar mitjans.[1]

## Relació productivitat - energia
L'eficiència energètica augmenta la productivitat:
- Es generen estalvis considerables en costos operatius i de manteniment en augmentar l'eficiència
- S'augmenta la resistència a les fluctuacions dels preus de l'energia.
- S'assegura un avantatge competitiu adoptant pràctiques orientades a l'eficiència energètica que reforça la fidelitat del client, atreuen talent i augmenten el valor del negoci.
- S'augmenta el valor per als accionistes mostrant responsabilitat energètica

Tota empresa pot augmentar la seva productivitat al mateix temps que consumeix menys i aconseguir així estalvis energètics del 10% al 30%.
Per fer-ho serà necessari conèixer i controlar els sistemes energètics, a través d'una xarxa integrada de programari i dispositius de mesurament avançats que abasti tota l'empresa i gestioni tots els actius energètics. Treballar amb taulers i informes pot ajudar a aprofitar al màxim l'energia detectant oportunitats, evitant riscos i comprovant els èxits.

## Indústria 4.0 a Catalunya
Tanmateix, la Indústria 4.0 encara és una realitat molt incipient a Catalunya. Una enquesta duta a terme per la Cambra i l'IDESCAT estima que tot just una de cada sis empreses industrials ha iniciat actuacions en aquest camp.
Catalunya té un potencial considerable per al desplegament de la Indústria 4.0 atès que la indústria representa el 20% del conjunt de l'activitat i, si s'hi afegeixen els serveis relacionats, arriba al 50%^5. A més, disposa d'un sector TIC, format per 12.800 empreses que facturen 14.000 milions d'euros, capaç d'acompanyar el conjunt de la indústria en el procés de transformació digital. Concretament, a Catalunya hi ha 365 empreses que ofereixen tecnologies directament lligades a la Indústria 4.0 (control i automatització, robòtica, impressió 3D, intel·ligència, dades i connectivitat, consultoria i serveis professionals) i que facturen conjuntament més de 1.200 milions d'euros, dada que inclou start-ups amb productes que encara estan en fase pilot.
L'oferta d'empreses de tecnologies i serveis relacionats amb la Indústria 4.0 a Catalunya està formada més per integradors que no pas per desenvolupadors de tecnologia, ja que moltes de les grans empreses desenvolupadores no tenen els seus centres de decisió al Principat. Es detecta una elevada presència d'empreses al segment de dades i connectivitat (Internet de les coses, ciberseguretat, tecnologies al núvol i big data), mentre que és reduïda al segment de mitjans de producció.